# بخش هایلند (شهرستان دفاینس، اوهایو)
بخش هایلند (به انگلیسی: Highland Township) یک منطقهٔ مسکونی در ایالات متحده آمریکا است که در شهرستان دفیانس، اوهایو واقع شده‌است.
 بخش هایلند ۹۳٫۳ کیلومتر مربع مساحت و ۲٬۳۷۲ نفر جمعیت دارد و ۲۱۸ متر بالاتر از سطح دریا واقع شده‌است.